# Abel Pedro Madariaga
Abel Pedro Madariaga (7 de febrero de 1951, Paraná - 5 de marzo de 2024), fue un activista de derechos humanos argentino conocido por su trabajo como Secretario de la organización Abuelas de Plaza de Mayo, dedicada a encontrar y restituir la identidad de niños y personas detenidas-desaparecidos  y velar por la memoria y la justicia sobre los delitos de lesa humanidad llevados a cabo durante la dictadura militar en Argentina (1976-1983).

## Primeros años
Madariaga nació el 7 de febrero de 1951 en la ciudad de Paraná, provincia de Entre Ríos. Se trasladó a Buenos Aires para cursar la carrera de Agronomía en la Universidad de Buenos Aires (UBA). Durante su tiempo en la universidad, se involucró en la militancia política a través de la Juventud Peronista. Sin embargo, su vida académica fue abruptamente interrumpida cuando la última dictadura cívico-militar intervino en la UBA, expulsándolo de la institución.

## La dictadura y exilio
El 17 de enero de 1977, Silvia Mónica Quintela Dallasta, pareja de Madariaga, fue secuestrada por la dictadura cuando cursaba el cuarto mes de embarazo. Silvia era estudiante de Medicina e integró junto a Pedro, la columna norte de Montoneros. Madariaga tuvo que exiliarse primero en Uruguay y después en Brasil, hasta que la Agencia de la ONU para los Refugiados (ACNUR) le otorgó asilo en Suecia. Finalmente, se instaló en México.
Durante su exilio, Madariaga se reencontró con Juan Carlos «Cacho» Scarpatti, un sobreviviente que conocía de la Juventud Peronista y Montoneros. Fue entonces cuando se enteró de que Silvia había dado a luz a un varón por cesárea en Campo de Mayo. Según testimonios de sobrevivientes, Silvia permaneció detenida en el centro clandestino «El Campito» y fue sometida a una cesárea en el Hospital Militar de Campo de Mayo, donde nació su hijo Francisco. Posteriormente, Francisco fue apropiado por Víctor Alejandro Gallo, oficial de Inteligencia del Ejército y miembro del Batallón 601.
La búsqueda de ese niño fue encabezada por la madre de Abel, Sara Elena de Madariaga, y su suegra, Ernestina «Tina» Dallasta de Quintela.
En México, Abel formó una nueva familia con una compatriota exiliada, con quien tuvo una hija llamada Lucía. Posteriormente, se separó y estableció una nueva relación con una mujer mexicana, con quien tuvo un hijo llamado Pedro que falleció en la infancia.

En el exilio me pregunté muchas veces para qué estaba vivo. Cuando volví a la Argentina y empecé a trabajar con Abuelas me di cuenta de que estaba vivo no solamente para encontrar a mi hijo, sino a los hijos de los compañeros desaparecidos. Ese es el mayor oxígeno y honor que tengo.
Abel Pedro Madariaga.

## Retorno a Argentina
Recién con la recuperación de la democracia, Madariaga pudo volver al país y unirse a la búsqueda junto a Abuelas de Plaza de Mayo.
Madariaga fue el creador del área de Difusión y Prensa de Abuelas de Plaza de Mayo. Fue el primer hombre en integrar la Comisión Directiva de Abuelas. Fue suya la idea de Teatro por la Identidad, inspirada en los grupos de teatro comunitario y militante de los años 60 y 70. También impulsó los recitales de Música por la Identidad, así como las campañas publicitarias masivas para encontrar a los nietos, la edición de publicaciones, libros y videos institucionales, y muchas otras iniciativas.
El 17 de febrero de 2010, Madariaga estaba en su casa de Chascomús cuando Estela de Carlotto llegó para darle la noticia de que finalmente habían encontrado a su hijo luego de 30 años. El joven había acudido a las oficinas de Abuelas de Plaza de Mayo con su apropiadora. Sabía que había nacido en el Hospital Militar de Campo de Mayo en julio de 1977 y que había sido apropiado por Víctor Gallo, un oficial de inteligencia del Ejército que lo crio en un entorno de miedo y violencia. Fue este maltrato lo que lo llevó a cuestionar a su apropiadora sobre su verdadero origen. En su testimonio en el primer mega juicio por los delitos de lesa humanidad cometidos en Campo de Mayo dijo:

Viví 32 años y medio con un agujero en el alma. Es algo difícil de transmitir tener un hijo apropiado. Es un desaparecido con vida. Apenas lo vi a Francisco noté el parecido físico, las manos, y el abrazo que nos dimos me sanó el alma.

Francisco, que murió en 2020 por problemas de salud producto de una diabetes que arrastraba desde hace tiempo, es uno de los pocos nietos recuperados que pudo abrazarse con uno de sus padres.

### Fallecimiento
Madariaga falleció el 5 de marzo de 2024 a los 73 años. Abuelas de Plaza de Mayo informó su fallecimiento en el que expresó: «Abrazamos a sus familiares –especialmente a Cecilia y a Luis–, amigos y compañeros. ¡Hasta la victoria siempre, querido Abel!»
Abuelas de Plaza de Mayo rememoraron que muchos nietos le llamaban «Tío Abel» debido al afecto y la calidez que les brindaba, así como a la manera en que los apoyaba. Además, lo recordaron con afecto por su carácter áspero y sus exabruptos. “Se nos hizo indispensable”, dijo Estela de Carlotto.
Cristina Fernández de Kirchner se expresó en redes sociales para despedir a Abel Madariaga. La expresidenta tuiteó acompañando sus palabras con una foto de Abel y Francisco Madariaga:

Hoy se fue el querido Abel Madariaga, pero no nos pongamos tristes: volvió a encontrarse con Francisco, ahora para siempre.

El senador de Unión por la Patria, Eduardo «Wado» de Pedro, también expresó su despedida: 

Abel es parte de la vida de muchos de nosotros. Esa simpleza y esa rudeza de un buen tipo era lo necesario para dar un buen empujoncito. Todos los que lo conocimos, los que pasamos por el mundo de Abuelas, nos quedamos con el mejor de los recuerdos. Una vida de lucha, de convicciones, siempre peleando por la restitución de nuestras hermanas y hermanos apropiados, siempre del lado de la Verdad y la Justicia. Vamos a seguir con el legado de Abel, con la lucha de las Abuelas, buscando a los nietos y las nietas que faltan, recordando y militando la Memoria de los 30 mil.

## Reconocimientos
- Personalidad Destacada de los Derechos Humanos por la Legislatura porteña, 2013.[6]